# Heydar Aliyev
Heydar Alirza oglu Aliyev (în azeră Heydər Əlirza oğlu Əliyev, în rusă Гейда́р Али́евич Али́ев, Gheidar Alievici Aliev; n. 10 mai 1923 — d. 12 decembrie 2003) a fost al treilea președinte al Azerbaidjanului, fiind în funcție între 1993–2003. 

## Perioada sovietică

Monumentul lui Heidar Aliev în Parcul Tei din București

Heydar Aliev s-a născut la 10 mai 1923, în orașul Naxcivan, RASS Nahicevan, RSS Azerbaidjană, Uniunea Sovietică, într-o familie de muncitori. A absolvit Facultatea de Istorie a Universității de Stat din Baku. Între 1941 și 1944 a ocupat un post oficial în Republică Autonomă Naxcivan. Din 1944, Heidar Aliev a lucrat în Comitetul Securității de Stat (KGB), iar între 1967–1969 a fost președintele acestuia. A fost primul azer care a ocupat această poziție înaltă și a devenit general în interiorul sistemului KGB.
În iulie 1969, Heydar Aliyev a fost ales prim-secretar al Comitetului Central al Partidului Comunist Azer și conducător al republicii. El a ocupat această poziție până în decembrie 1982, când a fost promovat în postul de adjunct al prim-ministrului fostei Uniunii Sovietice, ocupând această funcție până în octombrie 1987. Concomitent, Aliyev a fost și membru al Biroului Politic al Comitetului Central al PCUS. Ca rezultat al unor neînțelegeri, în 1987, Heydar Aliyev și-a înaintat demisia și a părăsit Biroului Politic, precum și Consiliul de Miniștri al URSS. 

## Perioada Naxcivan
În 1990, după agresiunea împotriva poporului azer și invazia trupelor sovietice în noaptea din 19/20 ianuarie 1990 (Ianuarie negru), Aliyev a luat atitudine față de această acțiune și a cerut pedepsirea celor responsabili. În ianuarie 1990, imediat după tragedie, Ayaz Mutallibov, președintele Consiliului de Miniștri, a devenit primul secretar al Partidului Comunist din Azerbaidjan, iar Heydar Aliyev, adversarul său politic, s-a întors la Baku, la 20 iulie, pentru ca peste numai două zile să se întoarcă în Republica Autonomă Naxcivan, locul său natal, unde a fost ales președintele Sovietului Suprem local (1991–1993). În 1990, Heidar Aliev a fost ales deputat al Republicii Azerbaidjan. În 1992, a fondat Partidul Noul Azerbaidjan (YAP), cu care a câștigat alegerile.
În timpul organizării următoarelor alegeri prezidențiale, la data de 7 iunie 1992, o figură puternică politică, Heydar Alyev, șeful conducerii Republicii Autonome Naxcivan, a rămas în afara procesului electoral din cauza limitei de vârstă adăugată în constituție (punctul 121/2) de către A. Mutallibov, numai pentru a preveni o eventuală participare viitoare a acestuia la campaniile de scrutin.

## Revenirea
La 4 iunie 1993, forțele militare în frunte cu colonelul Surat Huseynov s-au răsculat împotriva guvernului central. Înțelegând primejdia înlăturării puterii naționale de forțele pro-ruse, mai precis revenirea lui A. Mutallibov, speriat de lovitură, președintele A. Elcibey l-a invitat pe Heidar Aliev, rivalul său politic, liderul Republicii Autonome Naxcivan, la Baku, pentru a fi mediator în negocierile cu rebelii (9 iunie). Însă acest fapt nu l-a oprit pe colonelul rebel, care se apropia de capitală. Președintele i-a oferit liderului republicii autonome, care conform Constituției era și vice-președintele parlamentului, postul primului ministru. Dar acesta a propus formarea unui Consiliului de Stat pe care să-l conducă. În condițiile acestea, președintele parlamentului, primul ministru, miniștrii de securitate națională, de interne și de apărare și-au dat demisia. La 11 iunie președintele a declarat amnistierea celor care au participat la rebeliune. În aceeași zi, Aliyev s-a întâlnit cu ambasadorii american și francez, iar la 12 iunie a avut consultări cu liderul opoziției Etibar Mammadov, președintele AMIP-ului.

## Pericolul războiului civil
După o serie de negocieri dificile ce au avut loc la Ganca (13 iunie), H.Aliev a reușit să obțină un rezultat și să ajungă la compromis. La 15 iunie, H.Aliyev a fost ales președintele parlamentului țării, iar două zile mai târziu, după ce A.Elcibey a părăsit capitala neanunțat și într-un mod neclar, îndreptându-se spre satul său natal din Naxcivan, a devenit practic liderul Azerbaidjanului. Înaintea plecării, președintele l-a numit pe Rovșan Djavadov, adjunctul ministrului de interne și pe Namiq Abbasov, ministrul de securitate națională. La 21 iunie parlamentul azer a primit o declarație, în care președintele era invitat înapoi pentru execuția funcțiilor sale. După o serie de manifestări pro-prezidențiale organizate la Baku, în parlament a fost citit decretul lui A.Elcibey, despre predarea majorității prerogativelor sale lui H.Aliev. Însă, la inițiativa opoziției, parlamentul a decis predarea tuturor prerogativelor președintelui. Dar la 25 iunie A.Elcibey a declarat că încă se consideră președintele legal al țării și a chemat „organizațiile democratice din republică să lupte împotrivă hotărârii neconstituționale a Adunării Naționale”.
După contactele de la 27-29 iunie 1993, mediatorul din Naxcivan a reușit să-l neutralizeze pe S. Hüseynov, numindu-l prim-ministru al țării, care, între timp și-a dat seama că a devenit marioneta acestuia. Primul ministru nu avea prerogative însemnate, Azerbaidjanul fiind republică prezidențială. Din această cauză, sub protecția indirectă a lui S.Huseynov, la 7 august, în sudul Azerbaidjanului s-a proclamat „Republica Talıș-Mugan” de către comandantul batalionului Lankaran, filo-rusul Alikram Humbatov. Se urmărea ca, prin destabilizarea situației politice, să se creeze posibilitatea revenirii lui A.Mutallibov. Acesta a solicitat adunarea sesiunii Sovietului Suprem, cu majoritate comunistă. Dar protestele populației locale din 21-23 august au determinat suspendarea “guvernului” separatist și refugierea lui A.Humbatov. După evitarea pericolului și arestarea lui Ə. Hümbətov, H.Aliyev a început procesul de centralizare a statului. La referendumul organizat la 29 august 1993, 97.5 % din participanți au votat pentru suspendarea președinției lui A.Elcibey și astfel, la 3 octombrie, H.Aliyev a fost ales al treilea președintele al Azerbaidjanului din ultimii trei ani.

## Oprirea catastrofei militare
Lipsa armatei regulate, lupta politică, politizarea forțelor militare au creat un teren favorabil pentru expansiunea armeană. Beneficiind de pe urma crizei și a dislocării unităților militare de pe front în capitală, armata Armeniei a lansat un nou atac în iunie 1993, asupra raionului Agdam. După o luptă de 43 de zile, la 23 iulie orașul Agdam a fost cedat, 160 000 de locuitori ai raionului devenind refugiați. Pentru Azerbaidjan aceasta a fost doar primă verigă din lanțului de catastrofe ce au urmat în anul 1993. Urmare a provocărilor din partea persoanelor cu influență pătrunse în sistemul apărării naționale, dovedite mai târziu marionete ale Rusiei, armata Armeniei, a ocupat la 25 august raioanele Djabrayil (57 100 persoane) și Fuzuli (152 800 persoane), iar la 31 august raionul Qubadlı (31 700 persoane), acesta din urmă rămânând practic fără apărători, necesari la Baku pentru a proteja guvernul. Rezistența se baza doar pe forțele voluntare locale. În urma cuceririlor armene au fost deportate a încă 300 000 de persoane din raioanele ocupate, iar legătura directă cu lumea exterioară a raionului Zanghilan, aflat sub blocadă, a fost suspendată. După 57 de zile de rezistență a căzut și Zanghilan și numai evacuarea populației de 35 000 persoane, peste fluviul Araks, pe teritoriul Iranului vecin și mai târziu al Azerbaidjanului, a dus la evitarea unui măcel previzibil. Așadar, până la sfârșitul anului 1993, aproximativ 20 % din teritoriului Republicii Azerbaidjan a trecut sub controlul formațiunilor militare armene, rezultând moartea a 20 000 și rănirea a 100 000 de cetățeni ai țării.

## Contraatacul
Aflându-se în pragul unei crize politice și economice, confruntându-se cu probleme de separatism și cu agresiuni din partea statului vecin, țara părea în pragul colapsului. În primul rând, Azerbaidjanul avea nevoie de suflare pe front. După ocuparea zonei muntoase din lanțul Caucazul Mic, armata Armeniei coborâse deja la podișul Kuro-Araks, care avea legătură cu orașul Baku. Având în vedere această situație extrem de periculoasă, noul conducător al țării, H.Aliyev, a declarat, la 23 iunie 1993, suspendarea provizorie a activității companiilor occidentale în Azerbaidjan165 și a asigurat aderarea Azerbaidjanului la C.S.I. (24 septembrie 1993), astfel neutralizând într-o măsură Rusia, aliata principală și sursa de furnizare a Armeniei, deranjată de politica pro-occidentală a guvernului lui A.Elcibey. La 2 noiembrie, președintele H.Aliev s-a adresat în direct poporului azer prin televiziunea și radioul național și l-a chemat ca, “unindu-se în numele apărării și libertății țării, să lupte cu dușmanul”. 
Ca urmare a acestui fapt, în noiembrie-decembrie 1993 au fost organizate 40 de batalioane noi, compuse din 16 700 soldați și s-au suspendat trupele voluntare aflate sub influența diferitelor forțe politice din țară. Atacul armean declanșat în mijlocul lui noiembrie a fost oprit la intrarea în orașului Beylaqan,iar în decembrie, soldații azeri au lansat un contra-atac, reușind să înainteze 30 km. Până la 5 ianuarie 1994, în urma unor operațiuni militare conduse cu exemple de eroism, armata azeră a eliberat 75 % din teritoriul raionului Fuzuli, inclusiv Horadiz, centru local cu importanța strategică, iar mai târziu o parte din raioanele Djabrayil și Kalbadjar, provocând în rândurile dușmanului o pierdere de 4 000 de ofițeri și soldați, 15 unități de artilerie și 50 de tehnică blindată. Dar, urmare a actelor de trădare din rândul ofițerilor superiori, pozițiile eliberate în raionul Kalbadjar au fost predate după o anumită perioadă.

## Stabilizarea
În aprilie 1994, Rusia a înaintat Azerbaidjanului un tratat de pace umilitor, care asigura Moscovei concesii politico-economice colosale și pătrunderea armatei ruse în zona de conflict. Pentru a obliga Azerbaidjanul, la 10 aprilie, Armenia a declanșat un atac masiv pe toate fronturile. Cu toate că a suferit anumite eșecuri la Agdam și la Agdara (Mardakert), armata azeră a reușit să oprească atacul sus-numit. La 4 mai 1994 Baku s-a alăturat la programul „Parteneriat pentru pace” al NATO. Această situație a obligat Moscova să cedeze și, la 8 mai 1994, prin intermediul acestuia, la Bișkek a fost semnat un acord privind încetarea focului la frontul armeano-azer, care continună și astăzi. 
Stabilizarea situației de pe front a dat conducerii statului posibilitatea de a se ocupa de problemele interne și externe. Au fost eliminate elementele separatiste și anarhiste, trupele criminale și paramilitare. Cele mai mari grupări militare se supuneau primului ministru S.Huseynov și adjunctului ministrului de interne, R.Djavadov. Spre sfârșitul anului 1994, Azerbaidjanul a reluat cursa politică externă independentă față de Rusia și a început să-și dezvolte relațiile cu statele din Europa și Statele Unite. Un exemplu clar al acestei politicii a fost finalizarea negocierilor cu, companiile petroliere din Occident, întrerupte de lovitura de stat din 4 iunie 1993, și semnarea, în septembrie 1994, a unui contract de petrol privind prelucrarea zăcămintelor „Azeri”, „Ciraq” și „Gunașli” din sectorul azer al Mării Caspice și, pentru prima oară în istorie, regiunea caucaziană și central-asiatică a ieșit de sub monopolul rusesc. 